# Harrijärvi (Karesuando socken, Lappland, 759713-174004)
Harrijärvi är en sjö i Kiruna kommun i Lappland och ingår i Torneälvens huvudavrinningsområde. Sjön har en area på 0,952 kvadratkilometer och ligger 464 meter över havet. Sjön avvattnas av vattendraget Ainattijoki.

## Delavrinningsområde
Harrijärvi ingår i det delavrinningsområde (759631-173964) som SMHI kallar för Utloppet av Harrijärvi. Medelhöjden är 489 meter över havet och ytan är 7,07 kvadratkilometer. Det finns inga avrinningsområden uppströms utan avrinningsområdet är högsta punkten. Ainattijoki som avvattnar avrinningsområdet har biflödesordning 3, vilket innebär att vattnet flödar genom totalt 3 vattendrag innan det når havet efter 472 kilometer. Avrinningsområdet består mestadels av skog (56 procent), sankmarker (16 procent) och kalfjäll (15 procent). Avrinningsområdet har 0,95 kvadratkilometer vattenytor vilket ger det en sjöprocent på 13,5 procent.